# The Broken Pledge
The Broken Pledge er en amerikansk stumfilm fra 1915.

## Medvirkende
- Wallace Beery som Percy
- Virginia Bowker som Virginia
- Harry Dunkinson som Harold
- Gloria Swanson (krediteret som Gloria Mae Swanson)